# Dark Sanctuary
I Dark Sanctuary sono un gruppo parigino dark ambient dalle atmosfere gotiche formato nel 1996 e attivo con continuità fino al 2009, per poi ridurre la loro produzione fino alla pubblicazione di un nuovo album il 20 novembre 2021.
La band ha affermato di suonare dark ambient grazie all'influenza dei lavori del musicista norvegese Mortiis e di quella di molte band dell'etichetta scandinava Cold Meat Industry, la casa discografica fulcro della scena dark ambient mondiale. I Dark Sanctuary per via delle loro atmosfere gotiche sono stati e sono una grande influenza per la scena dark ambient, gothic metal e black metal.

## Storia del gruppo
La prima pubblicazione di questa band fu un singolo dalla durata di 20 minuti, Funeral Cry, realizzato nel 1997. Al tempo, la band era formata solo da due membri: Arkdae (nome d'arte di Fabien Pereira) alle tastiere e Marquise Ermia alla voce.
Nel 1998, per dare maggiore risalto alla loro musica, furono accolti nella band tre nuovi membri: Hylgaryss (tastiere), Sombre Cÿr (batteria/basso) e Eliane (violini). Insieme registrarono il loro album di debutto, Royaume Mélancolique e tennero anche il loro primo concerto vicino a Parigi.
Nel novembre del 1999 firmarono con la Wounded Love Records e, successivamente, Marguerite (violino) si aggiunse al gruppo. I Dark Sanctuary entrarono in studio di registrazione realizzando il loro secondo album, De Lumière Et d'Obscurité, che sarebbe stato nuovamente registrato nel novembre del 2000.
Dopo le sessioni di registrazione, la cantante Marquise Ermia lasciò la band per proseguire i suoi studi e una nuova cantante, Dame Pandora (nome d'arte di Sophie Boss), si aggiunse al gruppo.
Il loro terzo album, L'Être Las - L'envers Du Miroir, fu registrato nel marzo 2002 e pubblicato nei primi del 2003, pochi mesi dopo la release della title track.
Dopo alcuni concerti in Francia, la band ritornò in Germania per registrare il quarto album, Les Mémoires Blessées. Questo lavoro, realizzato nei primi del 2004, confermò i Dark Sanctuary come una band ormai matura e votata a nuovi orizzonti musicali.
Nel 2005 fu pubblicata la loro prima compilation, Thoughts: 9 Years In The Sanctuary, seguita dall'album Exaudi Vocem Meam, realizzato in due parti, la prima del 2005 e la seconda del 2006.
Il loro disco successivo è stato Dark Sanctuary, del 2009.
Poco tempo dopo l'uscita di questo album il gruppo si è esibito il 3 ottobre 2009 a Londra, nella nuova chiesa di San Pancrazio (St Pancras New Church) in quello che fu presentato come l'ultimo concerto del gruppo.
Il 14 giugno 2017 pubblicano per l'etichetta Avantgarde Metal, un album antologico contenente gli arrangiamenti metal di loro brani precedenti.
Il 20 novembre 2021 esce, ancora per l'etichetta Avantgarde, un pre-lancio dell'album Iterum, composto di due nuovi brani, L'intime e Renaissance, cui si è aggiunto il brano Loin de Moi nell'edizione definitiva dell'album del febbraio 2022
Il 17 marzo 2023 esce a cura della stessa produzione Cernunnos, un album che si differenzia dai precedenti per il sound e le tematiche che virano verso il mondo celtico-neopagano allontanandosi dal loro precedente stile neoclassico darkwave e Ethereal wave.

## Influenze
Le influenze della band sono da ricercare oltre che nella musica classica, nelle colonne sonore e negli arrangiamenti d'ambiente, anche nella scena dark ambient, specialmente tra i lavori ambient dell'artista norvegese Mortiis e tra le band dell'etichetta scandinava Cold Meat Industry. Ulteriori influenze derivano dalle atmosfere e armonie gothic metal, doom metal e black metal. Infatti membri dei Dark Sanctuary sono contemporaneamente o sono stati anche componenti di band gothic metal e black metal come Black Dementia, Black Fortress, Chemin de Haine, ecc.

## Discografia

### Album
- Royaume Mélancolique (1999)
- De Lumière Et D'obscurité (2000)
- L'être Las - L'envers Du Miroir (2003)
- Les Mémoires Blessées (2004)
- Exaudi Vocem Meam - Part 1 (2005)
- Exaudi Vocem Meam - Part 2 (2006)
- Dark Sanctuary (2009)
- Metal (2017)
- Iterum (2022)
- Cernunnos (2023)

### Singoli e EP
- Funeral Cry (1998)
- Vie Ephémère (2002)
- La Clameur Du Silence (promo) (2004)
- Iterium (2021)

### Raccolte
- Thoughts: 9 Years In The Sanctuary (2005)

## Formazione

### Membri nel 2021
- Dame Pandora - voce
- Arkdae - tastiere, chitarra
- Coralie - violino
- Hylgaryss - tastiere, chitarra
- Sombre Cÿr - basso, percussioni

### Ex componenti
- Marquise Ermia - voce
- Marguerite - violino
- Eliane - violino